# Espúrio Lárcio
Espúrio Lárcio (em latim: Spurius Lartius), cognominado Rufo ou Flavo, foi um político romano da gente Lárcia nos primeiros anos da República Romana, eleito cônsul em 506 e 490 a.C. com Tito Hermínio Aquilino e Quinto Sulpício Camerino Cornuto respectivamente. Seu irmão, Tito Lárcio Flavo, foi cônsul nos anos 501 a.C. e 498 a.C., e foi o primeiro ditador da história de Roma.

## Guerra contra Clúsio

Cerco de Roma por Lars Porsena e o ataque à Ponte Sublício.

Depois da expulsão do rei Lúcio Tarquínio Soberbo de Roma, em 509 a.C., Lars Porsena, o rei de Clúsio, resolveu conquistar Roma, seja para restaurar a monarquia etrusca ou, possivelmente, para ampliar seus próprios domínios. No ano seguinte, ele declarou guerra a Roma e avançou com seu exército para tomar a cidade. Depois de capturar com sucesso partes da cidade no lado etrusco do Tibre, incluindo o Janículo, as forças clúsias se aproximaram da Ponte Sublício (Pons Sublicius), uma ponte de madeira que levava ao coração da cidade. As forças romanas recuaram para a margem oriental do rio enquanto os engenheiros romanos tentavam destruir os pilares da ponte. Três romanos ficaram na ponte para repelir os etruscos: Públio Horácio Cocles, Espúrio Lárcio e Tito Hermínio Aquilino.
Niebuhr sugere uma importância simbólica aos três: cada um deles representava uma das três antigas tribos que formaram a população romana: os ramnes (latinos), representados por Horácio; os titienses (sabinos), representados por Hermínio; e os luceres (etruscos), representados por Lárcio.
A ponte era estreita demais para que mais do uns poucos do exército invasor pudessem atacar os defensores de uma vez e, segundo a lenda, os três defenderam a ponte até que ela pudesse ser demolida. Horácio então conclamou seus colegas a recuarem para a segurança, deixando-o sozinho na ponte. Lá ele permaneceu, lutando contra um oponente após o outro até que, finalmente, a ponte ruiu e despencou no rio. Horácio então pulou nas águas. Os relatos variam sobre a sobrevivência de Horácio, alguns defendendo que ele teria nadado até a margem e outros, que ele teria se afogado. Na maioria, porém, ele sobreviveu, mas, seguindo Políbio, ele teria defendido a ponte sozinho e depois faleceu no rio.
Lárcio e Hermínio apareceram novamente na guerra contra Clúsio comandando tropas em uma emboscada planejada pelo cônsul Públio Valério Publícola para capturar alguns bandos armados etruscos.

## Primeiro consulado (506 a.C.)
Espúrio Lárcio, com Tito Hermínio, foram os cônsules no quarto ano da República (506 a.C.) um ano em que Roma não se envolveu em nenhuma guerra. Durante este ano, Porsena tentou, pela última vez, restaurar a monarquia em Roma, através da diplomacia, mas o senado respondeu que os romanos não aceitariam perder a liberdade, e Tarquínio perdeu as esperanças de voltar a ser rei.
Hermínio foi eleito cônsul em 506, o quarto ano da República Romana, com Espúrio Lárcio, seu companheiro na ponte. Nenhum evento importante se destacou durante seu mandato e Niebuhr sugere que seus nomes teriam sido inseridos nos Fastos Consulares para preencher uma lacuna de um ano (provavelmente por causa da ocupação de Lars Porsena). Seus sucessores enviaram uma delegação para se encontrar com os enviados de Porsena e firmaram um tratado pelo qual o rei etrusco desistiu de suas reivindicações sobre Roma.

## Segundo consulado (490 a.C.)
Em 490 a.C., foi cônsul pela segunda vez, tendo como colega Quinto Sulpício Camerino. enquanto Coriolano ainda estava exilado entre os volscos.

## Anos finais
Em 488 a.C., Espúrio Lárcio foi um dos cinco enviados ao acampamento volsco durante o cerco de Coriolano. No ano seguinte, enquanto os cônsules Tito Sicínio e Caio Aquílio Tusco foram enviados pelo Senado contra os volscos e équos, coube a Espúrio Lárcio a defesa das imediações da cidade.
Foi nomeado interrex por Aulo Semprônio Atratino para realizar a assembleia das centúrias de 482 a.C., ano em que se decidiu declarar guerra a Veios.